# Paray-le-Monial
Paray-le-Monial [paʁɛ lə mɔnjal] je občina v vzhodnem francoskem departmaju Saône-et-Loire regije Burgundija-Franche-Comté. Od leta 2004 je Paray-le-Monial del okrožja Charolais-Brionnais. Njeni prebivalci se imenujejo Parodiens in Parodiennes.

## Geografija
Paray-le-Monial leži na jugozahodu departmaja Saône-et-Loire, v osrčju podeželja Charolais, na ravnini, ki jo omejujejo višavje Brionnais, reke Loara, l'Arroux in Bourbince.
Približno vzporedna reka Bourbince in kanal du Centre prečkata mesto od jugovzhoda proti severozahodu.
Med elementi, ki oblikujejo mesto, kot se je razvijalo skozi zgodovino, so višavje ob reki Bourbince, priorat in bazilika, pravokotno mestno središče z zelo gosto poseljeno hišo, državna avtocesta N79, ki prečka reko Bourbince vzhodno in zahodno od mestnega središča, novejši del mesta severno od mestnega središča, stanovanjsko območje Bellevue na jugozahodu in več predmestij.

## Zgodovina
Za ustanovitelja mesta velja Lambert, sin vikonta Roberta Autunskega, zvestega podpornika kralja Karla III. in grofa Chalona od leta 968. Skupaj z Maiolusom, opatom benediktinskega samostana Cluny, je položil temeljni kamen za pobožno ustanovo. Cerkev in priorat sta bila zgrajena na hribu v dolini, znani kot Val d'Or (v današnjem okrožju Survaux). Lambert, trije škofje in številni menihi so sodelovali pri posvetitvi leta 977. Knez-škof in opat Odilo iz Clunyja je dal zgraditi še eno cerkev na bregovih Bourbincea, ki je bila posvečena 9. decembra 1004, in tja naselil menihe. Tja je dal prinesti relikvije svetega Gratusa iz Aoste. Do takrat so bile te shranjene na otoku Île Saint-Laurent v Chalonu, kjer je Gratus umrl. Odilov naslednik, Hugo Clunyjski, je menil, da je ta druga cerkev neustrezna, zato jo je dal obnoviti in povečati. Arhitekti, umetniki in obrtniki, ki so zgradili opatijsko cerkev v Clunyju, so po tem modelu zgradili baziliko, ki je bila posvečena leta 1107.
Naselja so se razvila okoli cerkve na hribu in tiste ob reki. Obe skupnosti sta se združili v 11. stoletju, kar velja za dejanski začetek mesta Paray.
Leta 1250 so mesto pestili roparji, ki jih je prebivalstvo kasneje izgnalo. Leta 1262 je v Parayu živelo 20 menihov, njihovo število pa se je do leta 1381 komajda povečalo. Proti koncu srednjega veka je prej zaščitniški vpliv Clunyja popustil. Med stoletno vojno so zgradili prvo mestno obzidje, da bi mesto zaščitili pred roparskimi najemniki.
Paray je ležal na robu grofije Charolais in s tem vojvodstva Burgundije. Odnosi med Burgundijo in Burbonci so bili napeti, saj so Burgundi podpirali Angleža Henrika VI., ki je leta 1422 zahteval francoski prestol in bil leta 1431 kronan za francoskega kralja. Leta 1423 je bilo v Parayu sklenjeno premirje, ki je le začasno izboljšalo razmere. Mesto je postalo središče odpora proti Franciji in kmalu je gostilo pomembno garnizijo. Leta 1437 in 1439 so Paray branili pred Aleksandrom Burbonskim in Antoinom de Chabannesom. Leta 1471 so čete Ludvika XI. Francoskega izropale Paray in mesto požgale. Po miru v Senlisasu (1493) je regija Charolais padla pod Habsburžane s poroko Marije Burgundske z Maksimilijanom Avstrijskim, vendar je ostala pod fevdalno suverenostjo in jurisdikcijo francoske krone.
Od leta 1347 do 1349 in ponovno leta 1438 je v Parayu divjala kuga. Okoli leta 1540 je kralj Franc I. Francoski odobril gradnjo novega mestnega obzidja, da bi se prilagodil povečani velikosti mesta. Vključevalo je osem stolpov, od katerih so štirje imeli mestna vrata. Grad, ki so ga gradili od leta 1480 naprej za dom clunyjskih opatov, je bil vključen v ta obroč utrdb. Obzidje je v 18. stoletju zaradi neuporabe in vzdrževanja postopoma izginilo, okoli leta 1890 pa je grad odstopil mestu Maison de Chapelains.
Leta 1894 je bil v Paray-le-Monialu 10. svetovni evharistični kongres, ki se ga je udeležilo več deset tisoč katoličanov.

## Glavne znamenitosti
Mesto je znano predvsem po romanski cerkvi Sacré-Coeur ("Sveto srce") in kot romarski kraj. Gradnja se je začela v 12. stoletju kot manjša različica opatije Cluny. Dokončana je bila v 14. stoletju, križni hodnik pa izvira iz 18. stoletja.
Med zgodovinske spomenike spada tudi Hôtel de Ville v renesančnem slogu. Mestna hiša iz 16. stoletja v zgodovinskem starem mestnem jedru, nekdanja mestna hiša bogatega izdelovalca tkanin Jayeta, je v slogu zgodnje renesanse in je s svojo rumenkasto fasado še posebej zanimiva zaradi svoje ornamentike. Celotno fasado prekrivajo školjkasti okraski in medaljoni s portreti francoskih kraljev.
Druga pomembna stavba v Paray-le-Monialu je stolp svetega Nikolaja, zgrajen v 16. stoletju, v katerem so na ogled različne razstave, predvsem pa razstave mozaikov.
Tu so še:
- Muzej Hiéron, muzej sakralne umetnosti
- Gledališče iz 19. stoletja
- Muzej umetnosti in industrije Paul Charnoz (Muzej keramike)

- Bazilika v Paray-le-Monialu
- Stolp svetega Nikolaja
- Križni hodnik
- Mestna hiša
- Musée du Hiéron

## Gospodarstvo
Leta 1870 je bila na kanalu Canal du Centre ustanovljena tovarna keramičnih ploščic (Usine des Carrelages Céramiques). Razloga za lokacijo tovarne ploščic v Parayu so bila bližnja nahajališča gline in dobre možnosti prevoza z ladjo in železnico. Od bližnje železniške postaje do tovarne je bil zgrajen tir. Ker so peči zahtevale veliko premoga, je bila prednost tudi bližina premogovnika Blanzy. V svojem razcvetu je podjetje, ki se je leta 1921 preimenovalo v Cérabati, zaposlovalo do 850 ljudi. Njegov naslednik v 1990-ih, Paray-Céramique, je leta 2005 prenehal s proizvodnjo.
Od leta 1904 je Paray-le-Monial sedež proizvajalca gradbenih materialov Fauchon Baudot, specializiranega za ognjevzdržne materiale. Tovarniški obrati se nahajajo na mestu nekdanje opekarne[5] neposredno ob kanalu Canal du Centre.